# Mahatma
Mahatma er et udtryk fra Indien, som som direkte oversat betyder "stor sjæl". En lærer i meditationsteknikker. Åndelig vejleder.